# Ligne à courant continu à haute tension Kingsnorth
La ligne à courant continu à haute tension Kingsnorth est une liaison à haute tension courant continu entre le poste de Kingsnorth dans le Kent, le poste de Beddington et celui de Willesden situés près de Londres. C'est la première application du courant continu pour alimenter une grande ville et également la première liaison au sein d'un unique réseau à courant alternatif synchrone, les liaisons précédentes liant des réseaux séparés. Elle est entièrement enterrée. L'installation est bipolaire, mais un seul câble à trois conducteurs est utilisé. Le pôle de tension positive, égale à 266 kV, relie Kingsnorth au poste de Beddington près de Croydon sur une distance de 59 km. Le pôle négatif, de même tension, relie Kingsnorth au poste de Willesden au nord de Londres sur une distance de 82 km.

## Histoire
La ligne est commandée par le central electricity generating board en 1966. L'intérêt de construire une ligne à courant continu est ici surtout d'éviter d'augmenter le courant de court-circuit dans une zone au réseau déjà très dense. La ligne a été mise en service en 1972 ou juin 1976 selon les sources,.
Le poste de Beddington étant sur la route du câble reliant Kingsnorth à Willesden, des sectionneurs et disjoncteurs ont été installés afin de permettre aux postes de Beddington et Willesden de fonctionner ensemble en monopôle quand le poste de Kingsnorth est mis hors service. L'installation utilise des valves à diodes à vapeur de mercure. Chaque pôle est constitué de deux ponts de six valves d'une tension de 132 kV. La puissance nominale de la liaison est 640 MW.
Elle est retirée du service depuis 1987 à la suite d'un renforcement du réseau à courant alternatif anglais. Les batteries de capacités à Kingsnorth restent à l'époque en usage pour réguler la puissance réactive du réseau. Ils sont retirés du réseau plus tard, car ils contenaient du PCB. Aucun élément du poste n'a été conservé.

## Données techniques
| Mise en service                          | juin 1976                                |
| Fabricant                                | GEC                                      |
| Tension nominale                         | 266 kV                                   |
| Puissance nominale                       | 320 MW                                   |
| Courant maximum admissible               | 1 200 A                                  |
| Type de valve                            | Diode à vapeur de mercure                |
| Refroidissement des valves               | anode refroidies à air, cathode à eau    |
| Nombre d'anodes des valves               | 4                                        |
| Inductance des bobines de lissage        | 0,6 H                                    |
| Position des bobines de lissage          | côté haute tension                       |
| Nombre de transformateurs                | 4 à Kingsnorth, 2 dans les autres postes |
| Puissance des transformateurs            | 192 MVA                                  |
| Tension nominale côté courant alternatif | 132 kV                                   |
| Plage des régleurs en charge             | +24 %/-12 %                              |

### Câbles
Les deux câbles principaux reliant Kingsnorth à Beddington sont à huile sous pression avec un conducteur en cuivre de section 806 mm2. Le câble de retour métallique sur le même trajet est de type à papier imprégné de masse avec un conducteur en aluminium de section 1 161 mm2. Entre Beddington et Willesden, le même type de câble principal est utilisé. Par contre, le câble de retour métallique est extrudé en PVC avec un conducteur en aluminium de section 1 935 mm2.

### Filtres
Les filtres sont les premiers self-tunning commandés par boucles à phase asservie,.

## Coordonnées des différents postes
| Site                | Coordinates                 |
| ------------------- | --------------------------- |
| Poste de Kingsnorth | 51° 25′ 11″ N, 0° 35′ 46″ E |
| Poste de Beddington | 51° 22′ 23″ N, 0° 07′ 38″ O |
| Poste de Willesden  | 51° 32′ 03″ N, 0° 15′ 29″ O |